# Antoni Herman
Antoni Herman – polski architekt, przedstawiciel modernizmu.

## Życiorys i praca zawodowa
Uczeń Marka Leykama i Oskara Hansena. Pracę w zawodzie rozpoczął w 1 maja 1951 w Lublinie i z tym miastem pozostał związany na stałe. W latach 60. XX w. – pracując m.in. z Oskarem Hansenem – współprojektował lubelskie osiedla mieszkaniowe, m.in. osiedle Słowackiego. Ponadto projektował wówczas obiekty użyteczności publicznej, a w późniejszych latach był architektem kilku nowo budowanych lubelskich kościołów.
Chętnie stosowanym przez niego motywem była koncepcja budynku o szeroko wyeksponowanych wyższych kondygnacjach. Efekt ten uzyskiwał kosztem zmniejszenia parteru, co było wzorowane m.in. na projektach ratusza w Toronto. Zgodnie z tą zasadą zaprojektował m.in. modernistyczne gmachy ratusza w Biłgoraju (projekt w 1963, zbudowany w 1966) oraz Wojewódzkiego Biura Projektów Budownictwa Wiejskiego w Lublinie.
W 2019 – mając 93 lata – wciąż pozostawał aktywny zawodowo. W tym samym roku, jako nestor lubelskich architektów, otrzymał odznaczenie Lumen Mundi – Światłość Świata z rąk apb. Stanisława Budzika.

## Wybrane projekty

### Obiekty użyteczności publicznej
- ratusz w Biłgoraju
- Wojewódzkie Biuro Projektów Budownictwa Wiejskiego w Lublinie

### Osiedla mieszkaniowe
- osiedle Piastowskie w Lublinie
- osiedle Prusa w Lublinie

### Świątynie
- kościół Chrystusa Króla w Lublinie
- kościół Jezusa Miłosiernego w Turce
- kościół św. Antoniego Padewskiego w Lublinie
- kościół św. Jana Kantego w Lublinie
- kościół św. Krzyża w Lublinie
- kościół Trójcy Przenajświętszej w Lublinie
- kościół Trójcy Świętej w Lublinie